# Johann Christoph Kosch (Baumeister, 1698)

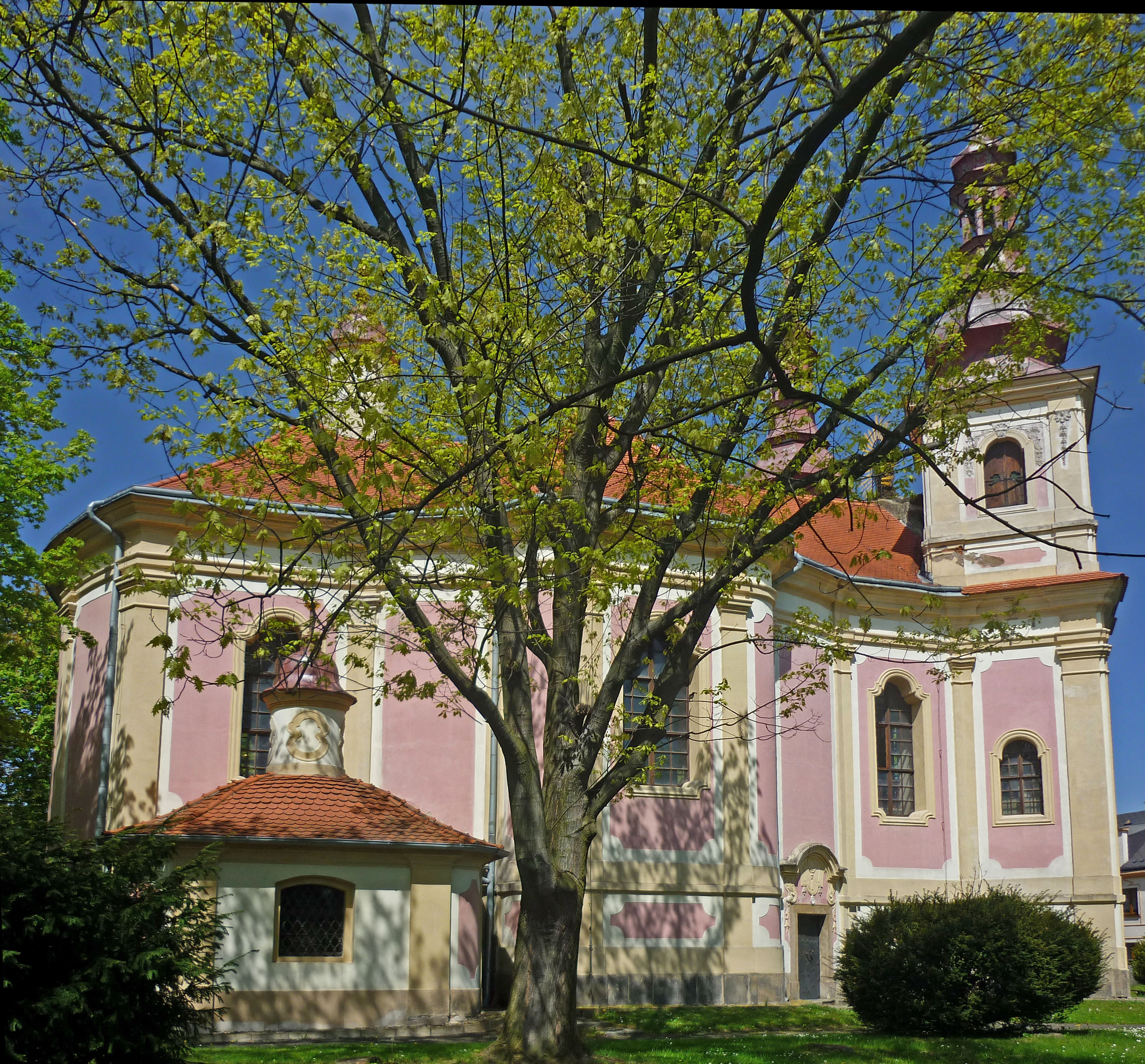
Wallfahrtskirche Maria Trost in Klösterle, errichtet nach Plänen von J. C. Kosch

Johann Christoph Kosch (tschechisch Jan Kryštof Kosch) (* 28. Juli 1698 in Männelsdorf bei Atschau; † 29. April 1778 in Kaaden) war ein deutschböhmischer Baumeister und Architekt des Spätbarock. Seine Kirchen und übrigen Bauten stehen in der Tradition von Kilian Ignaz Dientzenhofer. Sein Wirken konzentrierte sich im Wesentlichen auf die Region um Kadaň (Kaaden).

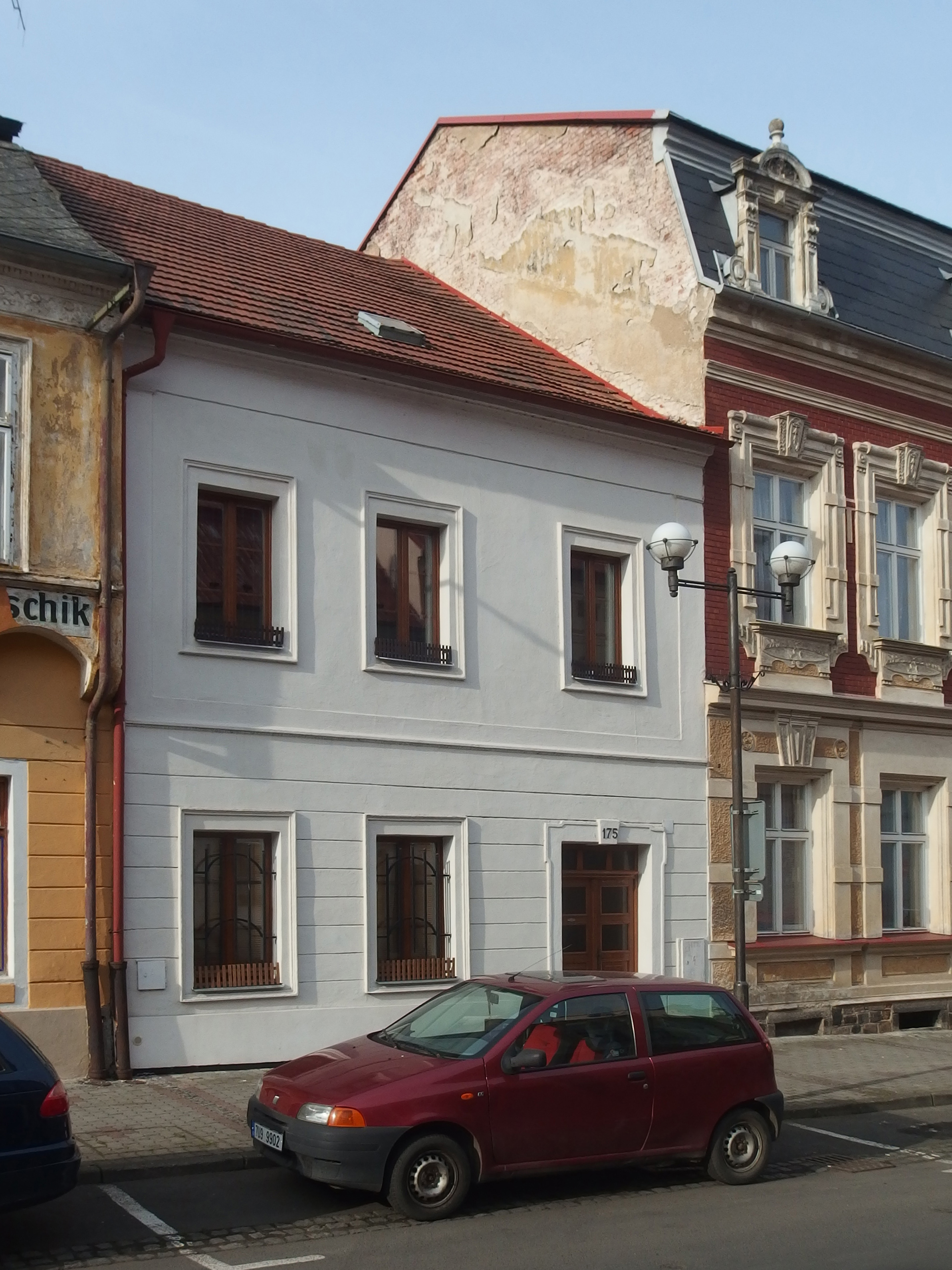
Haus Nr. 175 – Wohn- und Sterbehaus von J. C. Kosch in Kaaden

Er stammte wie sein gleichnamiger Cousin Johann Christoph Kosch und sein Verwandter Johann Wenzel Kosch aus einer Baumeisterfamilie. 
Geboren wurde er 1698 in Männelsdorf als Sohn des Johannes Kosch (1670–1729). 
Im Alter von 30 Jahren konnte er seine Hörigkeit zu den Grafen von Thun-Hohenstein in der Herrschaft Klösterle ablegen und sich in Kaaden ansiedeln. Im Jahr 1728 wird er als Maurermeister in die Maurerzunft in Kaaden aufgenommen, in der bereits sein Vater Johann Kosch (1670–1729) Mitglied war. Im Jahr 1729 heiratete er in Kaaden und lebte dort im Haus Nr. 175 (ul. Vrchlického) bis zu seinem Tod im Jahr 1778.
Im Sterberegister wurde er als „ornatissimus Dominus et civis Cadanensis et Architectus optimus“ (verehrter Meister, Bürger von Kaaden und bester Architekt) bezeichnet.
Sein Sohn Franz Kosch war später Pfarrer in Okenau. Nach den Stadtbränden von 1746 und 1750 hat er in Kaaden zahlreiche Bürgerhäuser in barocken Formen wieder neu aufgebaut.

## Werke
- Mitarbeit am Umbau der Kirche in Atschau (Úhošťany) (1726)
- Nikolauskirche in Göttersdorf (Kostel svatého Mikuláše Boleboř) (1725–1729)
- Pfarrkirche St. Laurentius und St. Stephan im ehem. Ort Retschitz (Kostel svatého Vavřince a Štěpána Račice) (1737–1741), 1982 abgerissen
- Wallfahrtskirche St. Peter und Paul in Priesen bei Komotau (Poutní kostel sv. Petra a Pavla Březno) (1739–1763) von Kilian Ignaz Dientzenhofer und J. C. Kosch[4]
- Wallfahrtskirche Maria Trost in Klösterle an der Eger (Poutní kostel Panny Marie Klášterec nad Ohří) (1743–1760)
- Rokokokapelle auf dem Friedhof in Klösterle (1764/65)
- Umbau der Dekanatskirche zur Erhebung des Heiligen Kreuzes in Kaaden (Děkanský kostel Povýšení sv. Kříže Kadaň) (1746–1755) in Zusammenarbeit mit K. I. Dientzenhofer[5][6]
- Kirche St. Peter und Paul in Brunnersdorf (Kostel svatého Petra a Pavla Prunéřov) (1750–1754), abgerissen um 1965[7]
- Gebäude des Elisabethinenklosters mit der Kirche der hl. Familie in Kaaden (Alžbětinský klášter s kostelem Svaté Rodiny) (1753–1755)[8]
- barocker Umbau des Seitenflügels am Rathauses sowie Neubau zahlreicher Bürgerhäuser in Kaaden
- Bürgerhaus Nr. 6 (ul. Švermova) und Nr. 100 (ul. Žatecká) in Kaaden[3]
- Egermann-Haus Nr. 7 (ul. Švermova) in Kaaden
- Bürgerhäuser Nr. 67, Nr. 78, Nr. 79 und Nr. 86 (Dum „U sv. Trojice“ mit Dreifaltigkeits-Skulptur von Karl Waitzmann) am Ringplatz in Kaaden (mit charakteristischen Dacherkern und Volutengiebeln)[3][9]
- Pfarrhaus im ehem. Ort Tschachwitz (Čachovice) (1765–1769), Kosch zugeschrieben, 1970 abgerissen

## Bilder

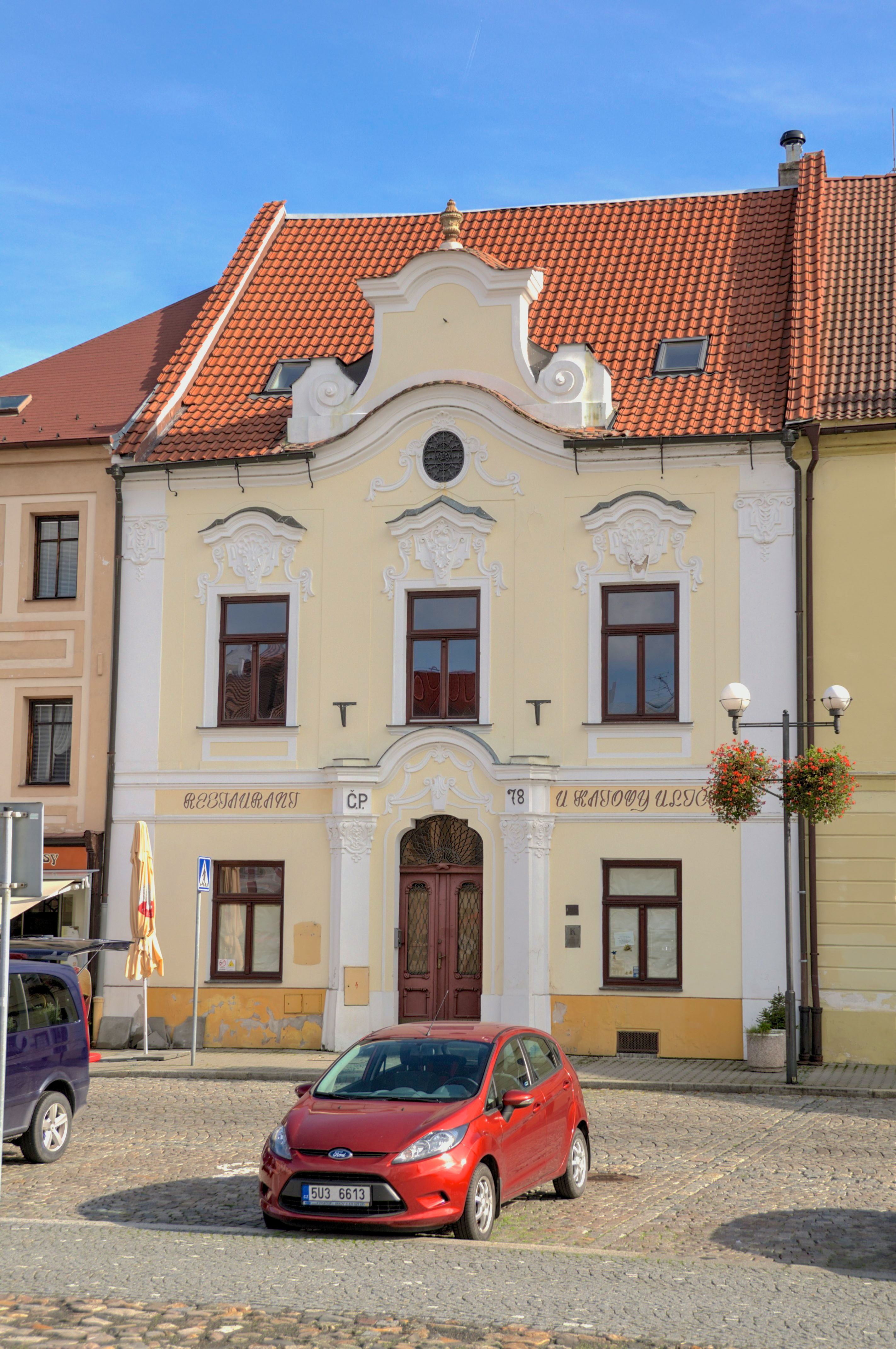
Bürgerhaus Nr. 78 in Kadaň am Ring
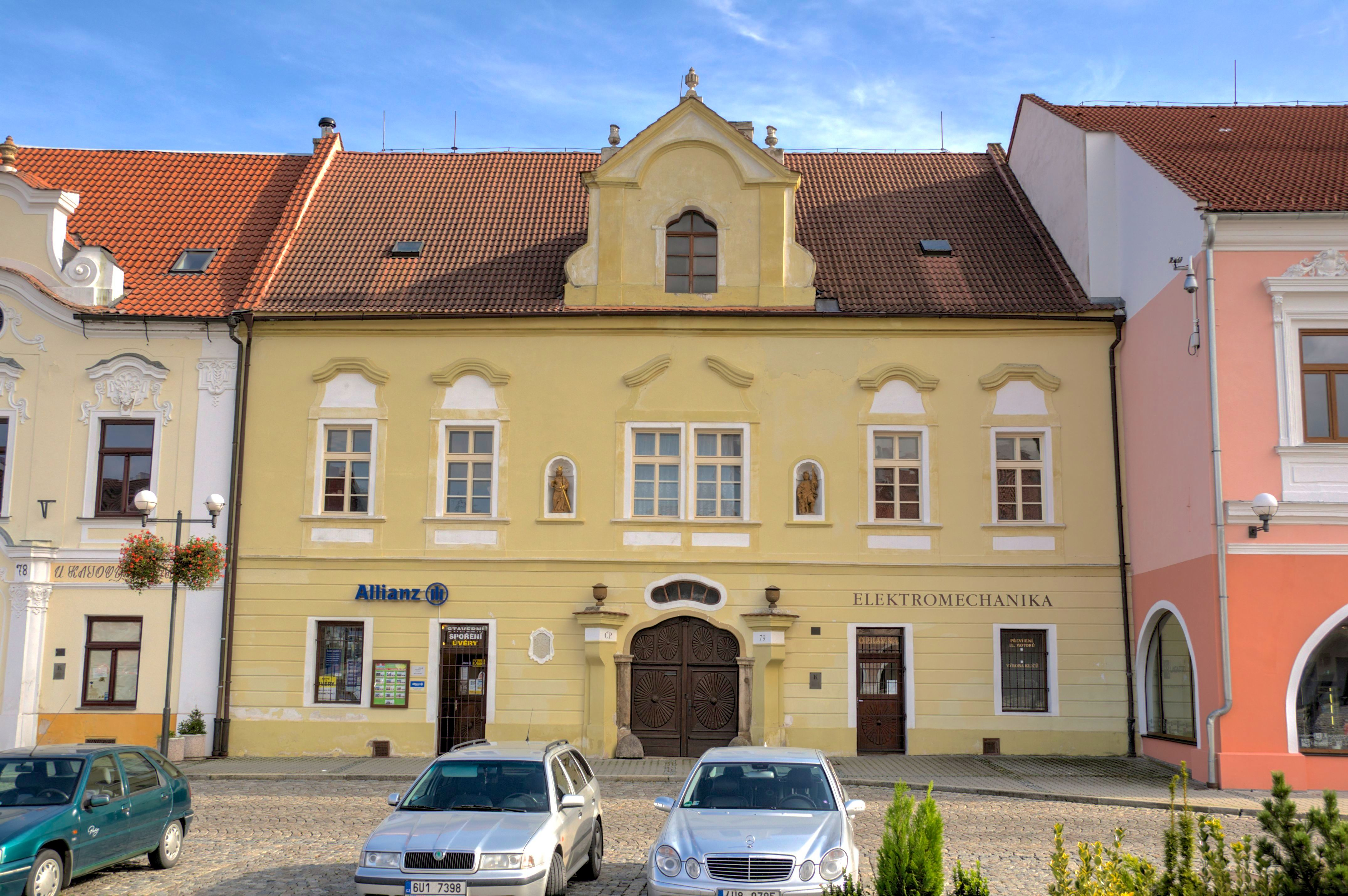
Bürgerhaus Nr. 79 in Kadaň am Ring
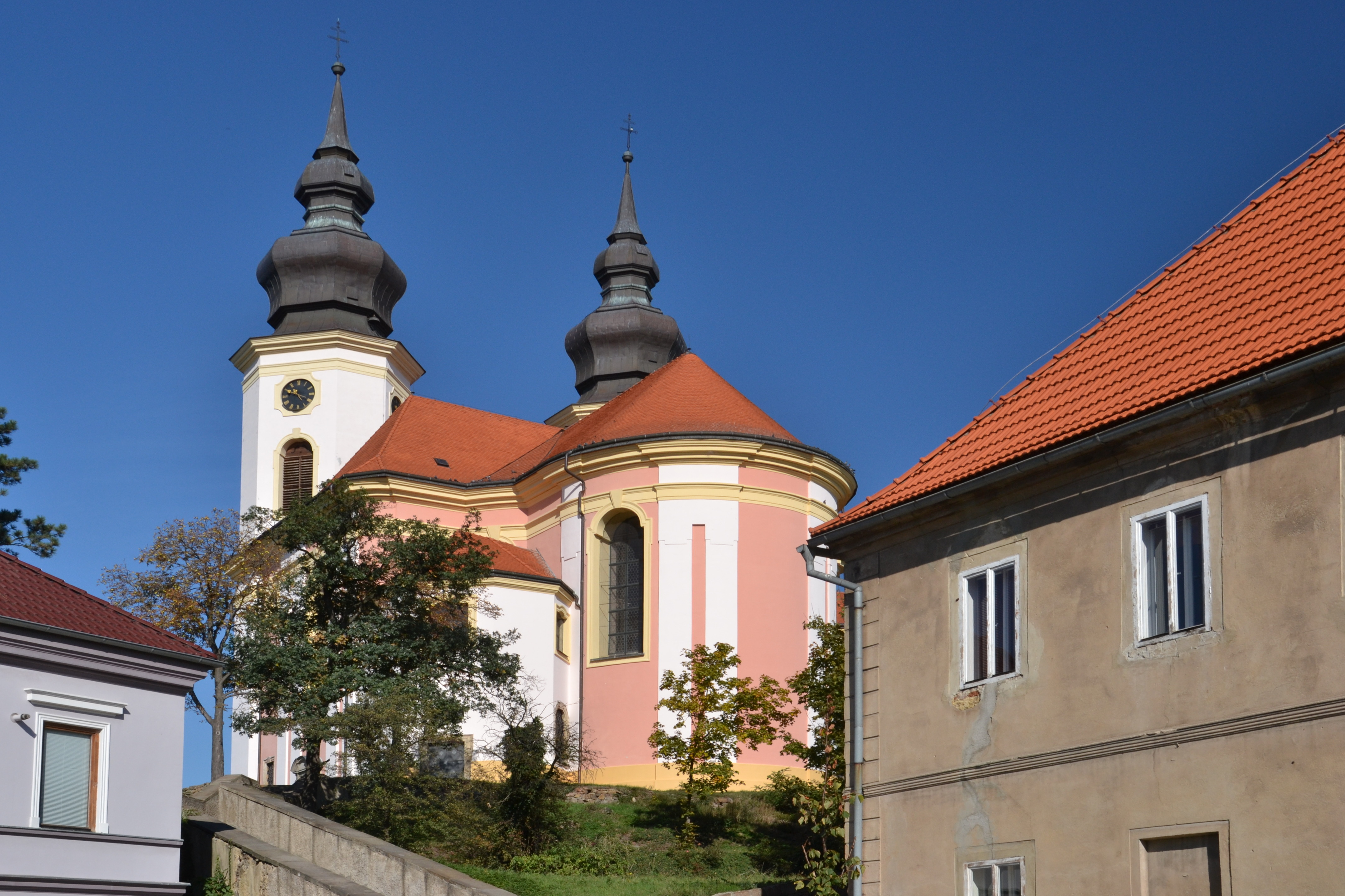
Wallfahrtskirche St. Peter und Paul in Březno
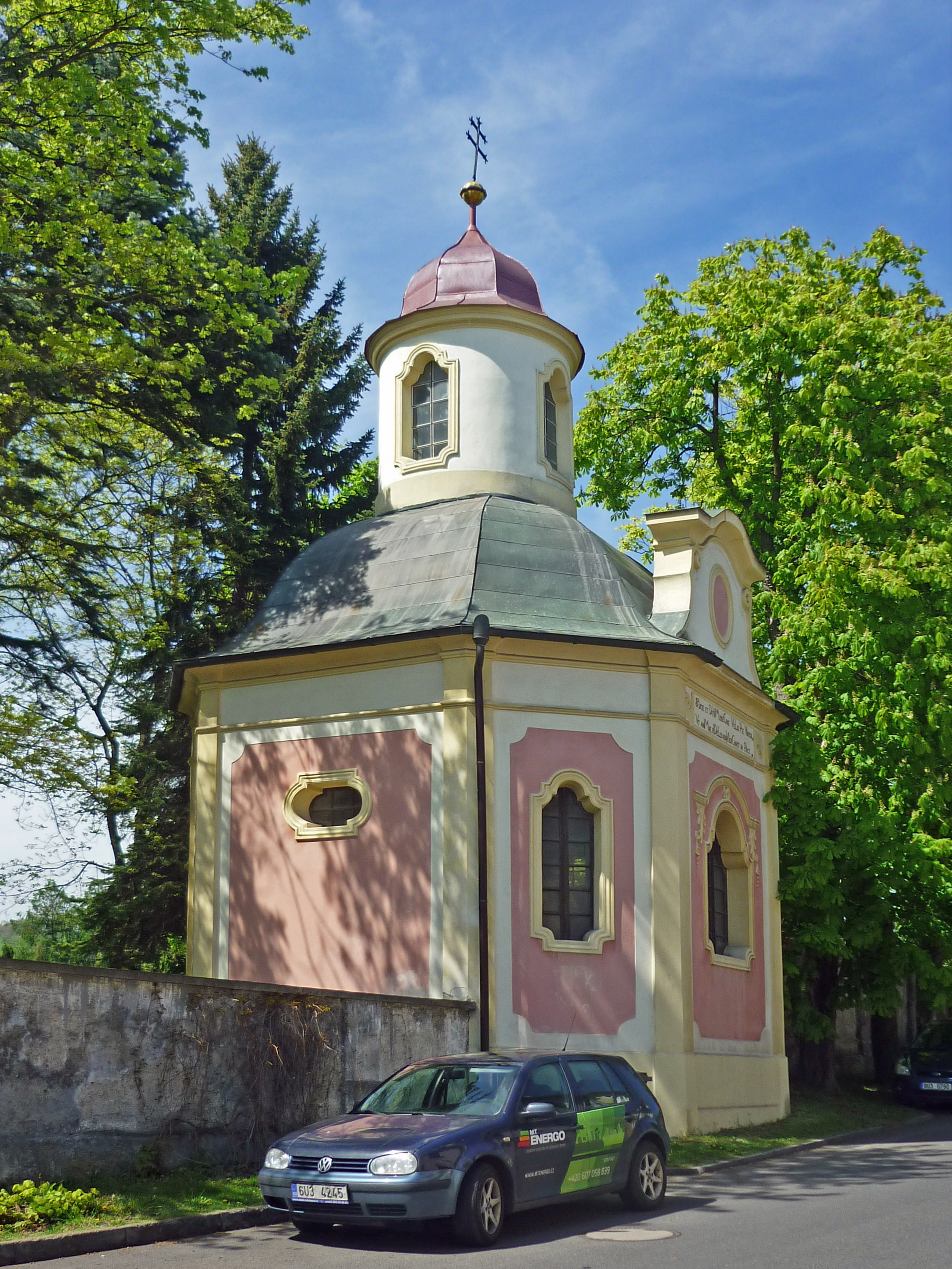
Rokokokapelle bei der Wallfahrtskirche Maria Trost in Kadaň
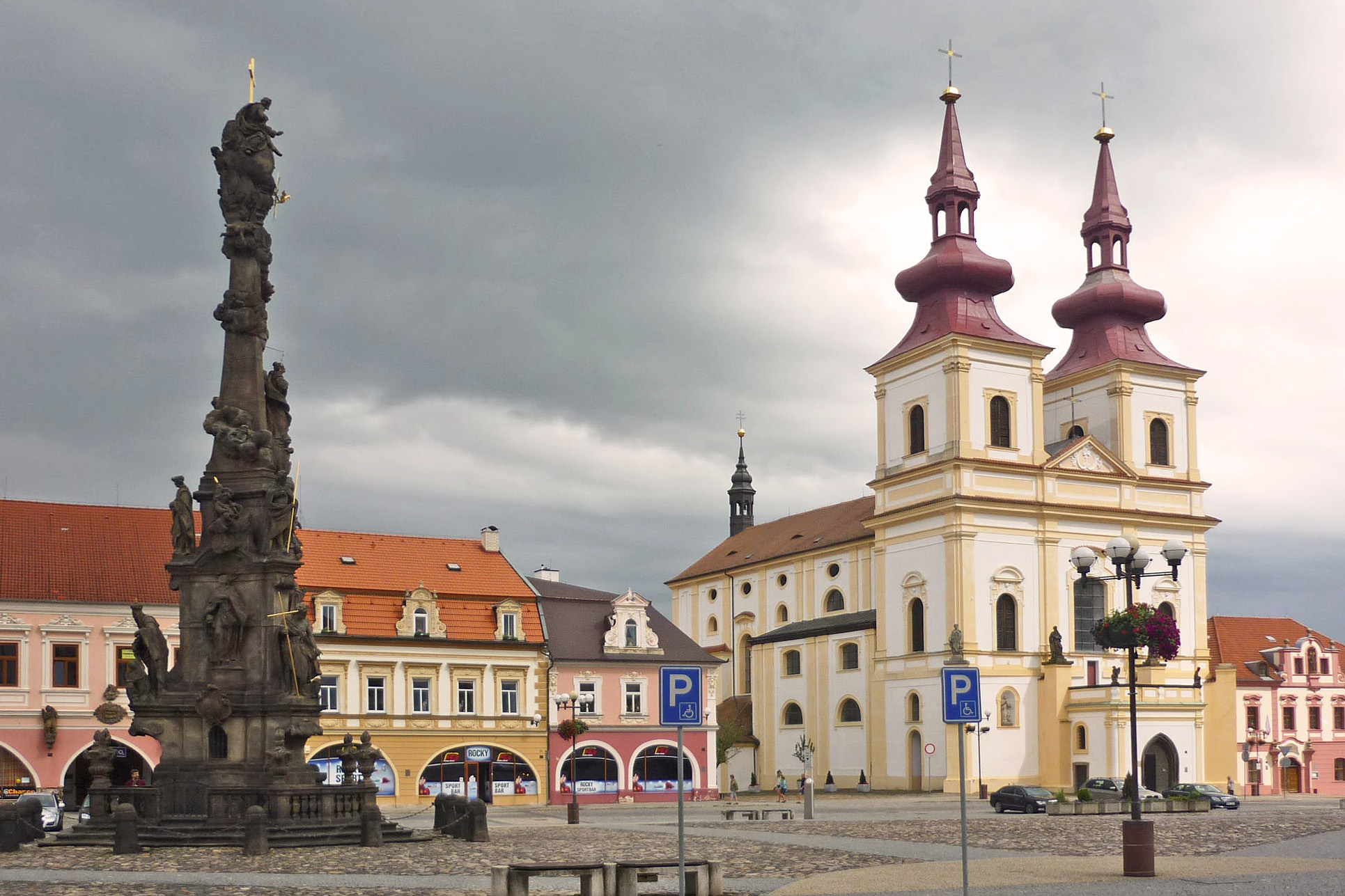
Dekanatskirche zur Erhebung des Heiligen Kreuzes in Kadaň
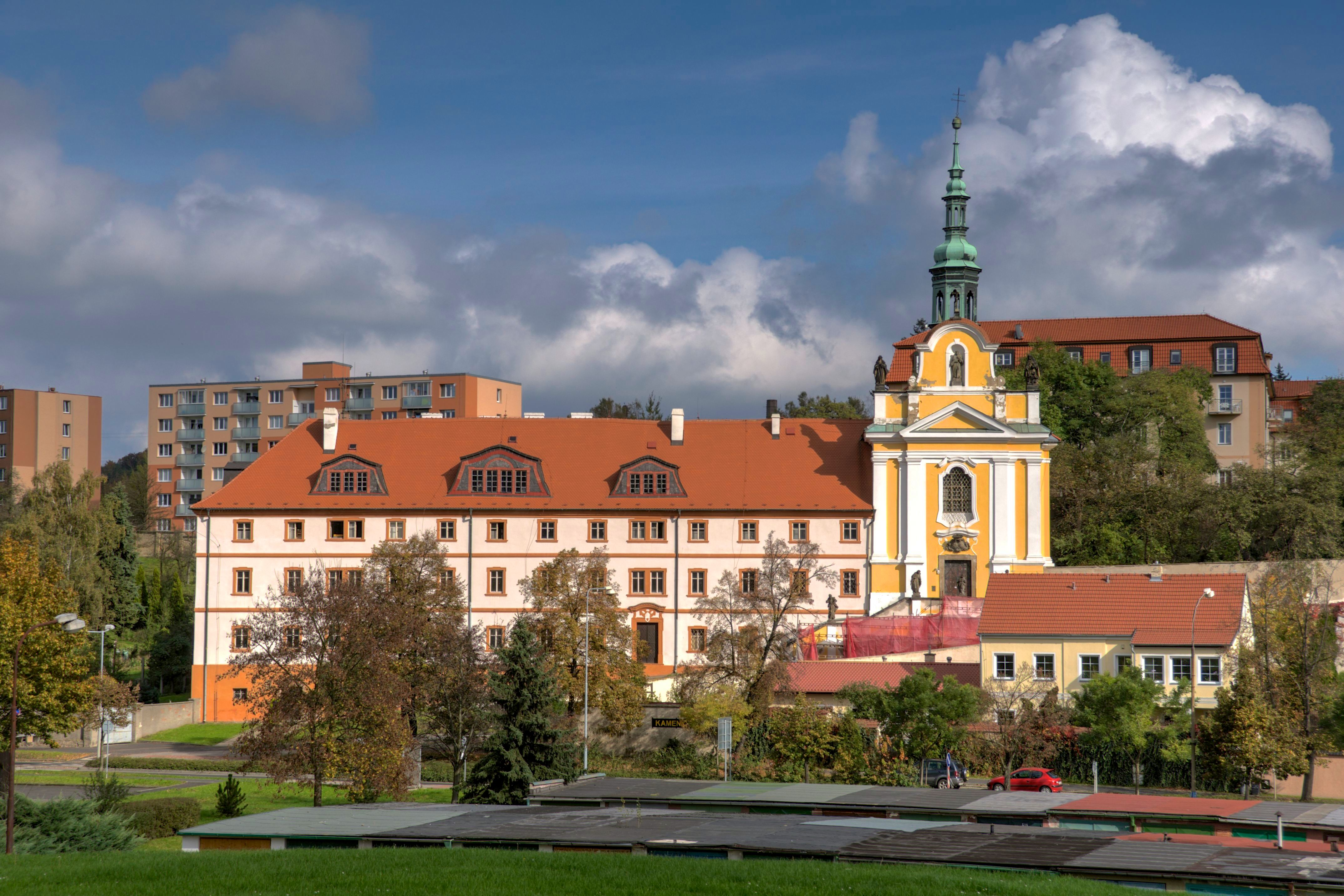
Elisabethinenkloster in Kadaň